# سن سسیل، بلژیوم
سن سسیل (به لاتین: Sainte-Cécile) یک منطقهٔ مسکونی در بلژیک است که در فلوران ویل واقع شده‌است.